# 泰三子
泰 三子（やす みこ）は、日本の漫画家、元女性警察官。出身地は非公開である。代表作は『ハコヅメ〜交番女子の逆襲〜』。

## 来歴
警察に10年勤務した後、2017年に漫画家としてデビューした。1ページ漫画の「交番女子」が掲載され話題となった『モーニング』週刊誌上で、2017年11月より『ハコヅメ〜交番女子の逆襲〜』の週刊連載を開始。この作品は、女性警察官だった自身の経験を元にしたものである。
2019年、『ハコヅメ〜交番女子の逆襲〜』が「漫道コバヤシ漫画大賞」グランプリを受賞。
2021年、『ハコヅメ〜交番女子の逆襲〜』が第66回小学館漫画賞一般向け部門を受賞。同作が第45回講談社漫画賞総合部門にノミネートされた。7月に同作がテレビドラマ化された。
2022年に『ハコヅメ〜交番女子の逆襲〜』テレビアニメ化され、同年に同作品で第46回講談社漫画賞総合部門を受賞した。
2023年6月より『モーニング』誌上で、川路利良を主軸にした新連載『だんドーン』の連載を開始。当初は2022年10月に連載開始の予定であったが、夫の急死により8カ月延期されて2023年6月に連載開始となった。

## 人物
本人によると、警察官をやめて漫画家になった動機は、「漫画家になりたいから」ではなく「警察のことを知ってほしいから」だという。警察官時代は、交番勤務や防犯の広報などをしていたという。
夫は2022年に急死し、子供が二人いる。学生時代は部活動で剣道をしていた。普段は漫画を読まないが、『進撃の巨人』と『聖☆おにいさん』は読んでいる。投稿するまで漫画を描いたことがなかったが、警察官時代は似顔絵捜査官をしていたため、人間の顔を描き慣れていた。『聖☆おにいさん』を参考にして漫画を描いている。

## 作品リスト

### 漫画作品

#### 連載
- ハコヅメ〜交番女子の逆襲〜（『モーニング』2017年52号[16] - 2022年29号〈第一部〉[17]）
- だんドーン（『モーニング』2023年29号[18] - ）

#### 読み切り
- 交番女子（『モーニング』2017年29号）
- ママポリス 警務課安全相談係 南田巡査長（『ベビモフ』2017年11月[19]）
- シキブアイラブユー（作画：松木いっか、『くらげバンチ』2020年11月6日） - 原作担当。

### 書籍
- 『ハコヅメ〜交番女子の逆襲〜』、講談社〈モーニングKC〉2018年 - 、既刊23巻（2023年2月21日現在）
- 『だんドーン』、講談社〈モーニングKC〉2023年 - 、既刊8巻（2025年7月23日現在）
  1. 2023年10月23日発売[20][21]、ISBN 978-4-06-533297-9
  2. 2024年1月23日発売[22]、ISBN 978-4-06-534351-7
  3. 2024年4月23日発売[23]、ISBN 978-4-06-535118-5
  4. 2024年7月23日発売[24]、ISBN 978-4-06-536241-9
  5. 2024年10月22日発売[25]、ISBN 978-4-06-537028-5
  6. 2025年1月22日発売[26]、ISBN 978-4-06-538173-1
  7. 2025年4月23日発売[27]、ISBN 978-4-06-539008-5
  8. 2025年7月23日発売[28]、ISBN 978-4-06-540078-4

### その他
- ミッキーマウス90周年記念イラスト集 gift（2019年6月[29]）イラスト